# Phelsuma klemmeri
Phelsuma klemmeri is een hagedis die behoort tot de gekko's. Het is een van de soorten madagaskardaggekko's uit het geslacht Phelsuma.

## Naam en indeling
De wetenschappelijke naam van de soort werd voor het eerst voorgesteld door Robert Seipp in 1991. De soortaanduiding klemmeri is een eerbetoon aan Konrad Klemmer.

## Uiterlijke kenmerken
Phelsuma klemmeri bereikt een kopromplengte tot 4,3 centimeter en een totale lichaamslengte inclusief staart tot 9 cm. De kop heeft een spitse vorm en is geel van kleur. De hagedis heeft een groene kleur en heeft een vage tekening en duidelijke strepen. De buik en onderzijde van de staart hebben een witte kleur. Het aantal schubbenrijen op het midden van het lichaam bedraagt 75 tot 80.

## Levenswijze
De vrouwtjes zetten eieren af, deze worden niet aan het substraat gelijmd zoals voorkomt bij andere madagaskardaggekko's. De eitjes zijn zeer klein, ongeveer zes millimeter. De juvenielen zijn in vergelijking met andere soorten ook zeer klein en hebben een totale lichaamslengte van 2,2 tot 2,9 centimeter als ze het ei verlaten.

## Verspreiding en habitat

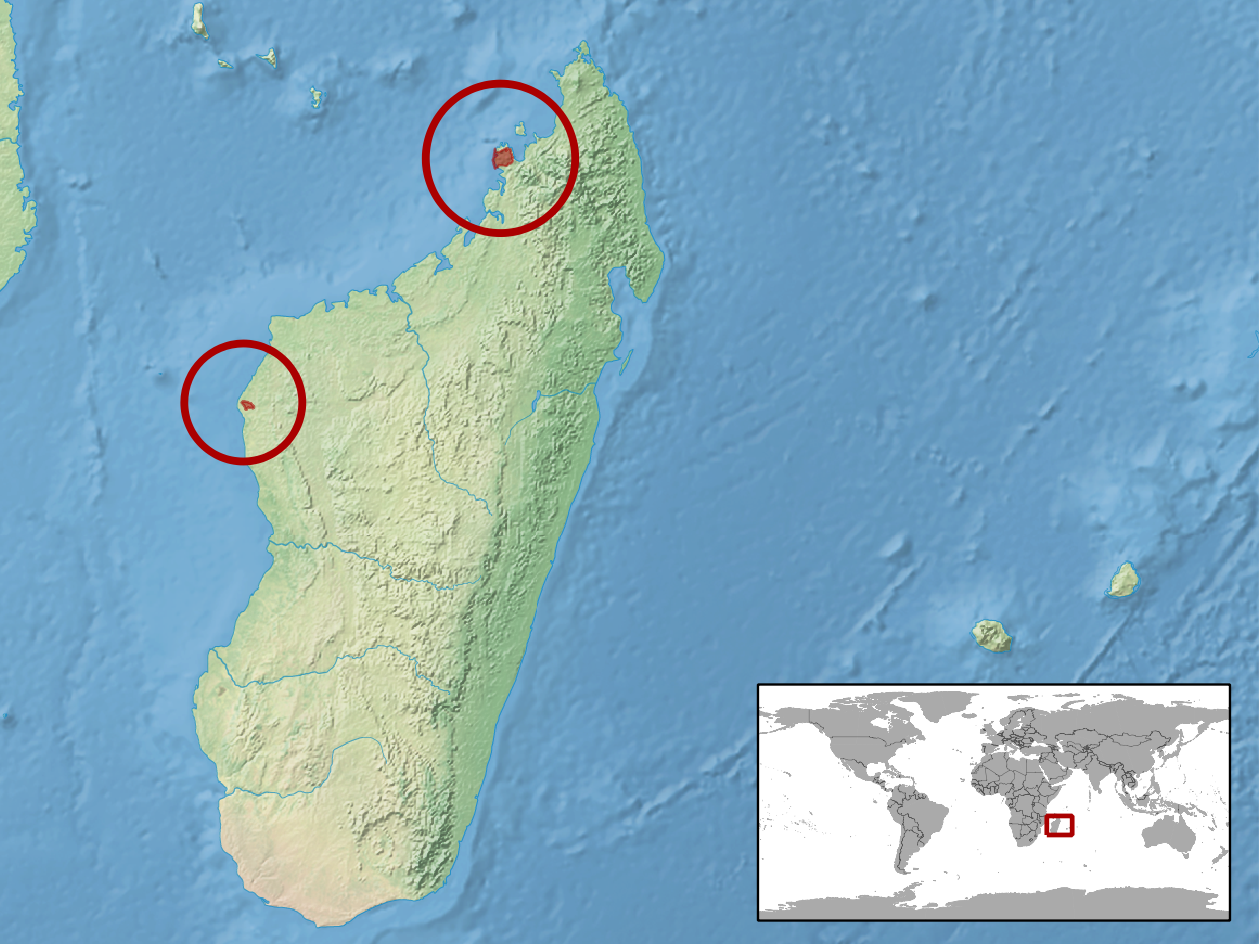
Verspreidingsgebied in het rood.

De soort komt voor in delen van Afrika en leeft endemisch in noordwestelijk Madagaskar. De habitat bestaat uit vochtige tropische en subtropische laaglandbossen en droge tropische en subtropische bossen. Ook in door de mens aangepaste streken zoals aangetaste bossen kan de hagedis worden gevonden. De soort is aangetroffen tot op een hoogte van ongeveer 400 meter boven zeeniveau.

## Beschermingsstatus
Door de internationale natuurbeschermingsorganisatie IUCN is de beschermingsstatus 'bedreigd' toegewezen (Endangered of EN).